# Antygomonas oreas
Espèce
Antygomonas oreas est une espèce de Kinorhynches de la famille des Antygomonidae.

## Distribution
Cette espèce a été découverte dans l'océan Pacifique au large de la Californie.

## Publication originale
- Bauer-Nebelsick, 1996 : Antygomonas oreas sp. n., a new deep sea kinorhynch from the Pacific Ocean (Kinorhyncha: Cyclorhagida). Annalen des Naturhistorischen Museums in Wien Serie B Botanik und Zoologie, vol. 98B, p. 5-22 (texte intégral).